# Jimmy Napes
Jimmy Napes, pseudonimo di James Napier (Londra, 18 settembre 1980), è un cantautore, paroliere e produttore discografico britannico.

## Biografia
Figlio dello scenografo teatrale britannico John Napier e della ballerina e attrice statunitense Donna King, Jimmy Napes è cresciuto in Inghilterra. Ha frequentato la University College School di Hampstead. Nel 2010 ha collaborato con Eliza Doolittle al suo album omonimo. Da allora, ha iniziato a scrivere per molti artisti, tra cui i Disclosure, Sam Smith, i Clean Bandit e Mary J. Blige. Nel 2015 ha vinto il Grammy Award alla canzone dell'anno per Stay with Me di Sam Smith. Nel 2015 ha pubblicato il suo primo EP, The Making of Me. Per aver composto Writing's on the Wall, canzone facente parte della colonna sonora del film Spectre, Napes ha vinto il Premio Oscar e il Golden Globe alla migliore canzone originale. 

## Vita privata
Ha un figlio, nato nel 2015, di cui Sam Smith è padrino. 

## Discografia (parziale)

### EP
- 2015 – The Making of Me

#### Pubblicazioni prodotte per altri artisti
- 2013 - Nirvana (Sam Smith)
- 2013 - Lay Me Down (Sam Smith)
- 2014 - Stay with Me (Sam Smith)
- 2014 - Leave Your Lover (Sam Smith)
- 2014 - I'm Not the Only One (Sam Smith)
- 2014 - Like I Can (Sam Smith)
- 2014 - Restart (Sam Smith)
- 2014 - Make It To Me (Sam Smith)
- 2014 - Therapy (Mary J. Blige)
- 2014 - Worth My Time (Mary J. Blige)
- 2015 - Heal (Ellie Goulding)
- 2015 - Writing's on the Wall (Sam Smith)
- 2015 - Drowning Shadows (Sam Smith)
- 2015 - Love Is a Losing Game (Sam Smith)
- 2015 - How Will I Know (Sam Smith)
- 2015 - Omen (Acoustic) (Sam Smith)
- 2015 - Stay with Me (Darkchild Remix) (Sam Smith feat. Mary J. Blige)
- 2015 - I'm Not the Only One (Sam Smith feat. ASAP Rocky)
- 2015 - Lay Me Down (Red Nose Version) (Sam Smith feat. John Legend)
- 2016 - Hallelujah (Alicia Keys)
- 2017 - Too Good at Goodbyes (Sam Smith)
- 2017 - Pray (Sam Smith feat. Logic)
- 2017 - Burning (Sam Smith)
- 2017 - Say It First (Sam Smith)
- 2017 - One Last Song (Sam Smith)
- 2017 - Midnight Train (Sam Smith)
- 2017 - Baby, You Make Me Crazy (Sam Smith)
- 2017 - No Peace (Sam Smith feat. Yebba)
- 2017 - Nothing Left for You (Sam Smith)
- 2017 - The Thrill of It All (Sam Smith)
- 2017 - One Day at a Time (Sam Smith)
- 2017 - Hush (Liv Dawson)
- 2018 - Velvet Rope (Rita Ora)
- 2019 - Dancing with a Stranger (Sam Smith e Normani)
- 2019 - Crown (Stormzy)
- 2019 - Change Your Mind (Tori Kelly)
- 2019 - Sorry Would Go a Long Way (Tori Kelly)
- 2019 - Language (Tori Kelly)
- 2019 - Coffee (Tori Kelly)
- 2019 - 8/28/1997 (Tori Kelly)
- 2019 - Kid I Used to Know (Tori Kelly)
- 2019 - Pretty Fades (Tori Kelly)
- 2019 - 3/2/1991 (Tori Kelly)
- 2019 - Actress (Tori Kelly)
- 2019 - Until I Think of You (Tori Kelly)
- 2019 - 3/26/1994 (Tori Kelly)
- 2019 - Your Words (Tori Kelly)
- 2019 - Before the Dawn (Tori Kelly)
- 2019 - Until Forever (Tori Kelly)
- 2019 - Minute to Myself (Tori Kelly)
- 2019 - Dick (Mae Muller)
- 2019 - For the Lover That I Lost (Céline Dion)
- 2019 - Christmas Tree Farm (Taylor Swift)
- 2020 - To Die For (Sam Smith)
- 2020 - I Don't Want Your Money (Mae Muller)
- 2020 - My Oasis (Sam Smith feat. Burna Boy)
- 2020 - Gramercy Park (Alicia Keys)
- 2020 - For the Lover That I Lost (Sam Smith)
- 2020 - Breaking Hearts (Sam Smith)
- 2020 - Forgive Myself (Sam Smith)
- 2022 - Love Me More (Sam Smith)
- 2022 - Unholy (Sam Smith e Kim Petras)
- 2023 - No God (Sam Smith)
- 2023 - How to Cry (Sam Smith)
- 2023 - Six Shots (Sam Smith)
- 2023 - Gimme (Sam Smith, Koffee e Jessie Reyez)
- 2023 - I'm Not Here to Make Friends (Sam Smith)
- 2023 - Gloria (Sam Smith)
- 2023 - Heavenly Sent (Sam Smith)
- 2023 - Wolves (Freya Ridings)

### Pubblicazioni scritte per altri artisti
- 2010 - So High (Eliza Doolittle)
- 2012 - Latch (Disclosure feat. Sam Smith)
- 2013 - Voices (Disclosure feat. Sasha Keable)
- 2013 - White Noise (Disclosure feat. AlunaGeorge)
- 2013 - You & Me (Disclosure feat. Eliza Doolittle)
- 2013 - Together (Disclosure, Sam Smith e Nile Rodgers)
- 2013 - Nirvana (Sam Smith)
- 2013 - Imagine It Was Us (Jessie Ware)
- 2013 - La La La (Naughty Boy feat. Sam Smith)
- 2013 - Dust Clears (Clean Bandit)
- 2014 - Rather Be (Clean Bandit feat. Jess Glynne)
- 2014 - Extraordinary (Clean Bandit feat. Sharna Bass)
- 2014 - I Can't Keep Up (Tourist feat. Will Heard)
- 2014 - Stay with Me (Sam Smith)
- 2014 - I'm Not the Only One (Sam Smith)
- 2014 - I've Told You Now (Sam Smith)
- 2014 - Make It To Me (Sam Smith)
- 2014 - Unmissable (Gorgon City feat. Zak Abel)
- 2014 - Billie Holliday (Ella Henderson)
- 2014 - Pieces (Jessie Ware)
- 2014 - The Way We Are (Jessie Ware)
- 2014 - Right Now (Mary J. Blige)
- 2014 - Not Loving You (Mary J. Blige)
- 2014 - When You're Gone (Mary J. Blige)
- 2014 - Nobody But You (Mary J. Blige)
- 2014 - Worth My Time (Mary J. Blige)
- 2014 - Follow (Mary J. Blige e Disclosure)
- 2014 - You're On (Madeon feat. Kyan)
- 2015 - Best Night (Madonna)
- 2015 - Holding On (Disclosure feat. Gregory Porter)
- 2015 - Omen (Disclosure feat. Sam Smith)
- 2015 - Jaded (Disclosure)
- 2015 - Willing and Able (Disclosure feat. Kwabs)
- 2015 - Hourglass (Disclosure)
- 2015 - Magnets (Disclosure feat. Lorde)
- 2015 - Nocturnal (Disclosure feat. The Weeknd)
- 2015 - Good Intensions (Disclosure feat. Miguel)
- 2015 - Superego (Disclosure feat. Nao)
- 2015 - Echoes (Disclosure)
- 2015 - Masterpiece (Disclosure feat. Jordan Rakei)
- 2015 - Molecules (Disclosure)
- 2015 - Moving Mountains (Disclosure feat. Brendan Reilly)
- 2015 - Afterthought (Disclosure)
- 2015 - Hurt Me (Låpsley)
- 2015 - Cheating on Me (Kwabs)
- 2015 - Heal (Ellie Goulding)
- 2015 - Writing's on the Wall (Sam Smith)
- 2015 - Stay with Me (Darkchild Remix) (Sam Smith feat. Mary J. Blige)
- 2015 - I'm Not the Only One (Sam Smith feat. ASAP Rocky)
- 2015 - Lay Me Down (Red Nose Version) (Sam Smith feat. John Legend)
- 2016 - Hallelujah (Alicia Keys)
- 2016 - Anywhere (Dillon Francis feat. Will Heard)
- 2016 - Reflection (Liv Dawson)
- 2017 - Searching (Liv Dawson)
- 2017 - Reverie (Isaac Gracie)
- 2017 - Cloud 9 (Frances)
- 2017 - It Isn't Like You (Frances)
- 2017 - Doing Me (Ray BLK)
- 2017 - Too Good at Goodbyes (Sam Smith)
- 2017 - Pray (Sam Smith feat. Logic)
- 2017 - Say It First (Sam Smith)
- 2017 - One Last Song (Sam Smith)
- 2017 - Midnight Train (Sam Smith)
- 2017 - Baby, You Make Me Crazy (Sam Smith)
- 2017 - No Peace (Sam Smith feat. Yebba)
- 2017 - Nothing Left For You (Sam Smith)
- 2017 - Hush (Liv Dawson)
- 2017 - Last Time (Liv Dawson)
- 2018 - Before & After (Albin Lee Meldau)
- 2018 - Telescope (Isaac Gracie)
- 2018 - I Found You (James Bay)
- 2018 - Velvet Rope (Rita Ora)
- 2019 - Dancing with a Stranger (Sam Smith e Normani)
- 2019 - Anticlimax (Mae Muller)
- 2019 - Freak (Avicii feat. Bonn)
- 2019 - Crown (Stormzy)
- 2019 - Next Mistake (Icona Pop)
- 2019 - I Belong to Me (Mabel)
- 2019 - Change Your Mind (Tori Kelly)
- 2019 - Sorry Would Go a Long Way (Tori Kelly)
- 2019 - 8/28/1997 (Tori Kelly)
- 2019 - 3/2/1991 (Tori Kelly)
- 2019 - Until I Think of You (Tori Kelly)
- 2019 - 3/26/1994 (Tori Kelly)
- 2019 - Your Words (Tori Kelly)
- 2019 - Before the Dawn (Tori Kelly)
- 2019 - Until Forever (Tori Kelly)
- 2019 - Minute to Myself (Tori Kelly)
- 2019 - Got My Brandy, Got My Beats (Kano feat. Lil Silva)
- 2019 - SYM (Kano)
- 2019 - Dick (Mae Muller)
- 2019 - For the Lover That I Lost (Céline Dion)
- 2020 - Know Your Worth (Khalid e Disclosure)
- 2020 - To Die For (Sam Smith)
- 2020 - I Don't Want Your Money (Mae Muller)
- 2020 - My Oasis (Sam Smith feat. Burna Boy)
- 2020 - 3 Hour Drive (Alicia Keys feat. Sampha)
- 2020 - Gramercy Park (Alicia Keys)
- 2020 - For the Lover That I Lost (Sam Smith)
- 2020 - Breaking Hearts (Sam Smith)
- 2020 - Forgive Myself (Sam Smith)
- 2022 - Love Me More (Sam Smith)
- 2022 - Unholy (Sam Smith e Kim Petras)
- 2023 - No God (Sam Smith)
- 2023 - Lose You (Sam Smith)
- 2023 - Perfect (Sam Smith feat. Jessie Reyez)
- 2023 - How to Cry (Sam Smith)
- 2023 - Six Shots (Sam Smith)
- 2023 - Gimme (Sam Smith, Koffee e Jessie Reyez)
- 2023 - I'm Not Here to Make Friends (Sam Smith)
- 2023 - Who We Love (Sam Smith feat. Ed Sheeran)
- 2023 - Heavenly Sent (Sam Smith)
- 2023 - Wolves (Freya Ridings)
- 2025 - Sticky (FKA twigs)

## Riconoscimenti
- Premio Oscar
  - 2016 - Miglior canzone originale per Writing's on the Wall (Spectre)
- Golden Globe
  - 2016 - Candidatura alla miglior canzone originale per Writing's on the Wall (Spectre)
- Grammy Award
  - 2015 - Registrazione dell'anno per Stay with Me (Darkchild Version)
  - 2015 - Canzone dell'anno per Stay with Me (Darkchild Version)
  - 2015 - Candidatura all'album dell'anno per In the Lonely Hour